# Берикси
Бериксите (Beryx) са род актиноптери от семейство Бериксови (Berycidae).
Таксонът е описан за пръв път от Жорж Кювие през 1829 година.

## Видове
- Beryx decadactylus
- Beryx mollis
- Beryx splendens – Нискотел берикс